# 23070 Koussa
23070 Koussa là một tiểu hành tinh vành đai chính với chu kỳ quỹ đạo là 2040.8963889 ngày (5.59 năm).. Nó được phát hiện vào ngày 7 tháng 12 năm 1999.